# Peckhamia prescotti
Peckhamia prescotti är en spindelart som beskrevs av Arthur M. Chickering 1946. Peckhamia prescotti ingår i släktet Peckhamia och familjen hoppspindlar. Inga underarter finns listade i Catalogue of Life.